# Simon Beckett
Simon Beckett (Sheffield, 20 aprile 1960) è uno scrittore e giornalista inglese, prevalentemente di gialli, che è stato nominato per il Gold Dagger nel 2006.

## Biografia
Dopo un Master of Arts in inglese, Beckett ha insegnato un periodo in Spagna e suonato le percussioni in qualche gruppo musicale, prima di diventare giornalista e collaborare tra l'altro a The Times, The Independent on Sunday, The Daily Telegraph, The Observer.  Dopo una serie di romanzi, il primo dei quali è uscito nel 1994, ha inventato la serie di gialli con David Hunter, che si occupa di antropologia forense e gli ha procurato successo internazionale.

## Opere

### Serie con David Hunter
1. La chimica della morte (The Chemistry of Death) (2006), trad. di Andrea Silvestri, Bompiani, Milano, 2006 ISBN 88-452-5660-X ISBN 978-88-452-5874-9
2. Scritto nelle ossa (Written in Bone) (2007), trad. di Andrea Silvestri, Bompiani, Milano, 2007 ISBN 978-88-452-5889-3 ISBN 978-88-452-6264-7
3. I sussurri della morte (Whispers of the Dead) (2009), trad. di Andrea Silvestri, Bompiani, Milano, 2009 ISBN 978-88-452-6282-1 ISBN 978-88-452-6498-6
4. La voce dei morti (The Calling of the Grave) (2010), trad. di Andrea Silvestri, Bompiani, Milano, 2011 ISBN 978-88-452-0112-7
5. Acque morte (The Restless Dead) (2017), trad. di Fabrizio Coppola, Bompiani, Milano, 2017 ISBN 978-88-452-9282-8
6. Il profumo della morte (The Scent of Death) (2022), trad. di Fabrizio Coppola, Bompiani, Milano, ISBN 978-88-587-9964-2 (ebook)

### Altri romanzi
- Fine Lines (1994)
- Animals (1995)
- Where There's Smoke (1997), trad. it. di Fabrizio Coppola, Dove c'è fumo, Bompiani, Milano, 2018; adattato in televisione da Richard Signy nel 2000
- Owning Jacob (1998), trad. it. di Andrea Silvestri, Jacob, Bompiani, Milano, 2010 ISBN 978-88-452-6485-6
- Stone Bruises (2014), trad. it. di Andrea Silvestri, Il rifugio, Bompiani, Milano, 2015
- The lost (2021), trad. it. di Fabrizio Coppola, Le catene del passato, Bompiani, 2023, ISBN 9788830106215